# Recorduri și statistici ale Real Madrid CF

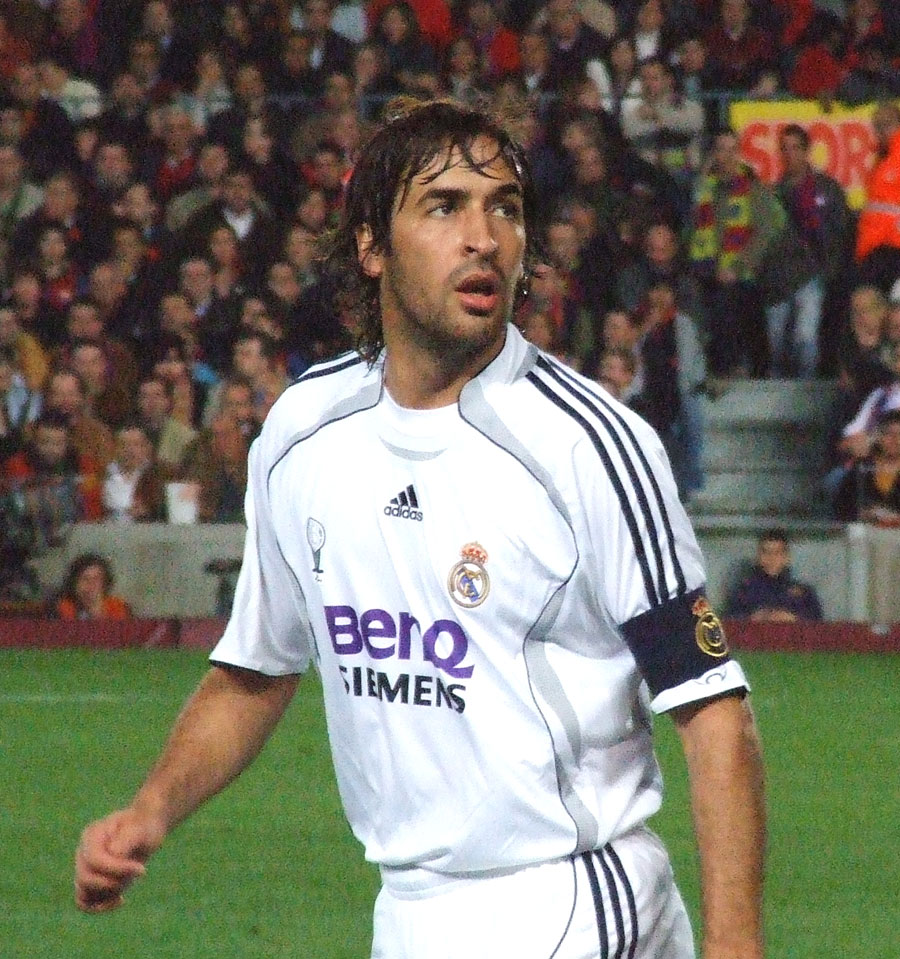
Raúl González, jucătorul cu cele mai multe apariții pentru Real Madrid

Logo-urile clubului Real Madrid de-a lungul istoriei

Real Madrid CF este un club de fotbal profesionist din Madrid, Spania. Clubul a fost fondat în 1902 ca Madrid Football Club, și a disputat primul său meci competițional pe 13 mai 1902, când a jucat în semifinalele Campeonato de Copa de S.M. Alfonso XIII. Real Madrid în prezent evoluează în La Liga, eșalonul superior al fotbalului spaniol. Real a fost una din echipele fondatoare ale La Liga în 1929, și alături FC Barcelona și Athletic Bilbao, este unul din cele trei cluburi, care niciodată nu au retrogradat în ligile secunde. De asemenea este prima echipă spaniolă ce participă în Cupa Campionilor Europeni, realizând asta chiar de la prima ediție în 1955.
Această listă cuprinde trofeele majore câștigate de Real Madrid și recordurile stabilite de club, antrenorii și jucătorii săi.
Clubul deține recordul la numărul de trofee Liga Campionilor UEFA câștigate, având 12 la activ, dar și recordul de cele mai multe titluri La Liga câștigate - 33. Recordul de apariții pentru club e deținut de fotbalistul Raúl, care a jucat 741 de meciuri în tricoul Realului între 1994 și 2010; tot el este și recordsmanul la numărul de goluri marcate pentru echipă, cu un total de 323 goluri în toate competițiile pe durata carierei.

## Palmares
Până în prezent Real Madrid a câștigat un număr record de 35 La Liga și 14 Cupe Europene / Ligi ale Campionilor. Pe 20 decembrie 2000, clubul a fost premiat cu distincția ”Clubul secolului 20”. De asemenea clubul a fost menționat și cu Ordinul Meritului FIFA în 2004. Adițional, Real are permisiunea de a purta pe tricou insigna de multiplu-câștigător pe durata meciurilor de Liga Campionilor, întrucât echipa a câștigat mai mult de 5 Cupe Europene.

### Competiții regionale
- Campeonato Regional Centro / Trofeo Mancomunado:[5] 22 (record)
  - 1904–05, 1905–06, 1906–07*, 1907–08, 1912–13, 1915–16, 1916–17, 1917–18, 1919–20, 1921–22, 1922–23, 1923–24, 1925–26, 1926–27, 1928–29, 1929–30, 1930–31, 1931–32, 1932–33, 1933–34, 1934–35, 1935–36

(* Madrid FC a câștigat turneul, dar Madrid Football Federation a anulat rezultatul.)

### Competiții naționale

#### Campionat
- La Liga:[6] 35 (record)
  - 1931–32, 1932–33, 1953–54, 1954–55, 1956–57, 1957–58, 1960–61, 1961–62, 1962–63, 1963–64, 1964–65, 1966–67, 1967–68, 1968–69, 1971–72, 1974–75, 1975–76, 1977–78, 1978–79, 1979–80, 1985–86, 1986–87, 1987–88, 1988–89, 1989–90, 1994–95, 1996–97, 2000–01, 2002–03, 2006–07, 2007–08, 2011–12, 2016–17,2019-2020,2021-2022

#### Cupă
- Copa del Rey:[6] 19
  - 1904-1905, 1905-1906, 1906-1907, 1907-1908, 1916-1917, 1933-1934, 1935-1936, 1945-1946, 1946-1947, 1961–62, 1969–70, 1973–74, 1974–75, 1979–80, 1981–82, 1988–89, 1992–93, 2010–11, 2013–14
- Copa de la Liga:[6] 1
  - 1985
- Supercopa de España:[6] 13
  - 1988-1989, 1989-1990*, 1990-1991, 1993-1994, 1997-1998, 2001-2002, 2003-2004, 2008-2009, 2012-2013, 2016-2017, 2017-2018,2019-2020,2021-2022

(* Won Copa del Rey and La Liga)
- Copa Eva Duarte: 1 (Predecesoare a Supercopa de España)
  - 1947*

(* Prima câștigătoare din istorie)

### Competiții Europene

#### Titluri oficiale
- Cupa Campionilor Europeni / Liga Campionilor:[6] 14 (record)
  - 1955–56*, 1956–57, 1957–58, 1958–59, 1959–60, 1965–66, 1997–98, 1999–2000, 2001–02 , 2013–14 , 2015–16 , 2016-17 , 2017–18,2021-2022

(* Prima câștigătoare din istorie)
- Cupa UEFA:[6] 2
  - 1984–85, 1985–86
- Supercupa Europei:[6] 5
  - 2003,2015,  2017,2018,2023

#### Titluri neoficiale
- Cupa Latină:[6] 2 (record egalat) (Predecesoare a UEFA Champions League)
  - 1955, 1957

### Competiții mondiale

#### Titluri oficiale
- Cupa Intercontinentală:[6] 3 (record egalat) (Predecesoare a Campionatul Mondial al Cluburilor FIFA)
  - 1961*, 1999, 2003

(* Prima câștigătoare din istorie)

#### Titluri neoficiale
- Pequeña Copa del Mundo de Clubes:[6] 2 (record) (Predecesoare a Cupa Intercontinentală)
  - 1952*, 1956

(* Prima câștigătoare din istorie)

#### Alte titluri
- Copa Iberoamericana: 1 (record)
  - 1994

### Turnee amicale

#### Create de Real Madrid
- Trofeo Santiago Bernabéu: 24 (record)
  - 1981, 1983, 1984, 1985, 1987, 1989, 1991, 1994, 1995, 1996, 1997, 1998, 1999, 2000, 2003, 2005, 2006, 2007, 2008, 2009, 2010, 2011, 2012, 2013

#### Create de alte cluburi
| - Trofeo Ciudad de Alicante: 10 - 1990, 1991, 1992, 1993, 1995, 1998, 2000, 2001, 2002, 2010 - Trofeo Teresa Herrera: 9 - 1949, 1953, 1966, 1976, 1978, 1979, 1980, 1994, 2013 - Trofeo Ramón de Carranza: 6 - 1958, 1959, 1960, 1966, 1970, 1982 - Trofeo Ciutat de Palma: 4 - 1975, 1980, 1983, 1990 - Trofeo Ciudad de La Línea: 4 - 1981, 1982, 1986, 1994. - Trofeo Bahía de Cartagena: 4 - 1994, 1998, 1999, 2001 - Trofeo Colombino: 3 - 1970, 1984, 1989 - Trofeo Ciudad de Barcelona: 3 - 1983, 1985, 1988 - Trofeo Euskadi Asegarce: 3 - 1994, 1995, 1996 - Trofeo Festa d'Elx: 3 - 1984, 1985, 1999 - Trofeo Ciudad de Vigo: 2 - 1981, 1982 - Trofeo Naranja: 2 - 1990, 2003 | - World Football Challenge: 2 - 2011, 2012 - Trofeo Benito Villamarín: 1 - 1960 - Trofeo Mohamed V: 1 - 1966 - Trofeo Año Santo Compostelano: 1 - 1970 - Trofeo Costa del Sol: 1 - 1976 - Trofeo Ciudad de Caracas: 1 - 1980 - Trofeo Centenario AC Milan: 1 - 2000 - Trofeo Jesús Gil: 1 - 2005 - Taci Oil Cup: 1 - 2010 - Franz-Beckenbauer-Cup: 1 - 2010 - npower Challenge Cup: 1 - 2011 - International Champions Cup - 2013 |

## Jucători

### Apariții
Doar meciuri competitive, oficiale.
La 6 noiembrie 2013
| #  | Nume              | Ani          | Campionat | Cupă | Europa[A] | Altele[B] | Total |
| -- | ----------------- | ------------ | --------- | ---- | --------- | --------- | ----- |
| 1  | Raúl              | 1994–2010    | 550       | 37   | 135       | 19        | 741   |
| 2  | Manuel Sanchís    | 1983–2001    | 524       | 67   | 100       | 20        | 711   |
| 3  | Iker Casillas     | 1999–prezent | 476       | 31   | 133       | 18        | 658   |
| 4  | Carlos Santillana | 1971–1988    | 461       | 84   | 87        | 13        | 645   |
| 5  | Fernando Hierro   | 1989–2003    | 439       | 43   | 103       | 16        | 601   |
| 6  | Francisco Gento   | 1953–1971    | 428       | 74   | 95        | 2         | 599   |
| 7  | José Camacho      | 1973–1989    | 414       | 61   | 90        | 12        | 577   |
| 8  | Pirri             | 1964–1979    | 417       | 67   | 75        | 2         | 561   |
| 9  | Míchel            | 1981–1996    | 404       | 53   | 88        | 14        | 559   |
| 10 | Guti              | 1995–2010    | 387       | 40   | 101       | 14        | 542   |

#### Altele
- Cel mai tânăr fotbalist: 17 ani, 114 zile –  Alberto Rivera v Celta de Vigo, La Liga 1994-1995, 10 iunie 1995
- Cel mai vârstnic jucător, după cel de-al doilea Război Mondial: 38 ani, 233 zile –  Ferenc Puskás v Sevilla FC, La Liga 1965-1966, 21 noiembrie 1965
- Cele mai multe apariții ca jucător străin în toate competițiile: 527 –  Roberto Carlos
- Cele mai multe apariții ca jucător străin în La Liga: 370 –  Roberto Carlos
- Cele mai multe apariții consecutive în campionat: 171 –  Alfredo Di Stéfano – din 27 septembrie 1953 până în 22 februarie 1959 — 5 ani, 148 zile

### Marcatori
Competitive, doar în meciuri profesioniste. Aparițiile includ substituiri, (marcate în paranteze).
La 9 noiembrie 2013
| #  | Nume               | Ani          | Campionat  | Cupă    | Europa[A] | Other[B] | Total     | Raport |
| -- | ------------------ | ------------ | ---------- | ------- | --------- | -------- | --------- | ------ |
| 1  | Cristiano Ronaldo  | 2009-2019    | 290 (550)  | 18 (37) | 66 (135)  | 11 (19)  | 323 (741) | 0.44   |
| 2  | Alfredo Di Stéfano | 1953–1964    | 216 (282)  | 39 (50) | 49 (58)   | 1 (2)    | 305 (392) | 0.78   |
| 3  | Carlos Santillana  | 1971–1988    | 186 (461)  | 49 (84) | 47 (87)   | 7 (13)   | 289 (645) | 0.45   |
| 4  | Ferenc Puskás      | 1958–1966    | 156 (180)  | 49 (41) | 35 (39)   | 2 (2)    | 242 (262) | 0.92   |
| 5  | Cristiano Ronaldo  | 2009–prezent | 1621 (148) | 17 (20) | 43 (44)   | 3 (4)    | 225 (216) | 1.04   |
| 6  | Hugo Sánchez       | 1985–1992    | 164 (207)  | 19 (32) | 23 (39)   | 2 (4)    | 208 (282) | 0.74   |
| 7  | Francisco Gento    | 1952–1970    | 126 (428)  | 22 (74) | 30 (95)   | 1 (2)    | 179 (599) | 0.3    |
| 8  | Pirri              | 1964–1979    | 123 (417)  | 25 (67) | 23 (75)   | 0 (2)    | 171 (561) | 0.3    |
| 8  | Emilio Butragueño  | 1983–1995    | 123 (341)  | 16 (39) | 27 (75)   | 5 (8)    | 171 (463) | 0.37   |
| 10 | Amancio Amaro      | 1962–1976    | 119 (344)  | 14 (58) | 22 (67)   | 0 (2)    | 155 (471) | 0.33   |

1Nu se include un gol marcat pe 18 septembrie 2010 contra lui Real Sociedad. Marca, care acordă Trofeul Pichichi, la atribuit lui Ronaldo în timp ce La Liga și UEFA l-au atribuit lui Pepe.

#### După competiție
- Cele mai multe goluri marcate în toate competițiile: 323 –  Raúl González, 1994–2010
- Cele mai multe goluri marcate în La Liga: 228 –  Raúl González, 1994–2010
- Cele mai multe goluri marcate în Copa del Rey: 49
  -  Ferenc Puskás, 1958–1966
  -  Carlos Santillana, 1971–1988
- Cele mai multe goluri marcate în Copa de la Liga: 7 –  Carlos Santillana, 1971–1988
- Cele mai multe goluri marcate în Supercopa de España: 7 –  Raúl González, 1994–2010
- Cele mai multe goluri marcate în competițiile internationale1: 70 –  Raúl González, 1994–2010
- Cele mai multe goluri marcate în competițiile europene2: 67 –  Raúl González, 1994–2010
- Cele mai multe goluri marcate în Cupa Campionilor Europeni: 49 –  Alfredo Di Stéfano, 1953–1964
- Cele mai multe goluri marcate în Liga Campionilor: 66 –  Raúl González, 1994–2010
- Cele mai multe goluri marcate în Cupa Cupelor UEFA: 11 –  Carlos Santillana, 1971–1988
- Cele mai multe goluri marcate în Cupa UEFA / UEFA Europa League: 15 –  Carlos Santillana, 1971–1988
- Cele mai multe goluri marcate în Supercupa Europei: 1
  -  Raúl González, 1994–2010
  -  Roberto Carlos 1996–2007
  -  Guti, 1995–2010
- Cele mai multe goluri marcate în Cupa Intercontinentală: 2 –  Ferenc Puskás, 1958–1966
- Cele mai multe goluri marcate în Campionatul Mondial al Cluburilor FIFA: 3 –  Nicolas Anelka, 1999–2000

1Include toate competițiile competitive europene, Cupa Intercontinentală și Campionatul Mondial al Cluburilor FIFA.
2Include European Cup / UEFA Champions League, Cupa Cupelor UEFA, UEFA Cup / UEFA Europa League, Supercupa Europei și Cupa UEFA Intertoto.

#### Într-un sezon
- Cele mai multe goluri marcate într-un sezon în toate competițiile: 60 –  Cristiano Ronaldo, 2011–12
- Cele mai multe goluri marcate într-un sezon La Liga: 46 –  Cristiano Ronaldo, 2011–12
- Cele mai multe goluri marcate într-un sezon Copa del Rey: 14 –  Ferenc Puskás, 1960–61
- Cele mai multe goluri marcate într-un sezon Copa de la Liga: 4 –  Carlos Santillana, 1982–83
- Cele mai multe goluri marcate într-un sezon de Cupa Campionilor Europeni: 12 –  Ferenc Puskás, 1959–60
- Cele mai multe goluri marcate într-un sezon UEFA Champions League: 17 –  Cristiano Ronaldo, 2013–14
- Cele mai multe goluri marcate într-un sezon Cupa Cupelor UEFA: 8 –  Carlos Santillana, 1982–83

#### Într-un singur meci
- Cele mai multe goluri marcate într-un meci de campionat: 5
  -  Manuel Alday v Espanyol, 28 februarie 1943
  -  Antonio Alsúa v Castellón, 2 februarie 1947
  -  Miguel Muñoz v Lleida, 30 ianuarie 1951
  -  Pepillo v Elche, 7 februarie 1960
  -  Ferenc Puskás v Elche, 22 ianuarie 1961
  -  Fernando Morientes v Las Palmas, 9 februarie 2002
- Cele mai multe goluri marcate într-un meci de Copa del Rey: 6
  -  Benguría v Extremeño, 6 martie 1927
  -  Ferenc Puskás v Real Betis, 18 iunie 1961
- Cele mai multe goluri marcate într-un meci în Copa de la Liga: 3
  -  Carlos Santillana v Real Zaragoza, 22 iunie 1983
- Cele mai multe goluri marcate într-un meci de Supercopa de España: 3
  -  Raúl González v Real Zaragoza, 2001 Supercopa de España, 22 august 2001
- Cele mai multe goluri marcate într-un meci de European Cup match: 4
  -  Ferenc Puskás, v Eintracht Frankfurt, Final 1959–60, and v Feyenoord, Preliminary round 1965–66
  -  Alfredo Di Stéfano, v Sevilla FC, Quarter-final 1957–58, and v Wiener Sport-Club, Quarter-final 1958–59
  -  Hugo Sánchez v FC Swarovski Tirol, Second round 1990–91
- Cele mai multe goluri marcate într-un meci în Cupa Intercontinentală: 2
  -  Ferenc Puskás v Peñarol, 1960 Intercontinental Cup, 4 septembrie 1960
- Cele mai multe goluri marcate în a Campionatul Mondial al Cluburilor FIFA match: 2
  -  Nicolas Anelka v Corinthians, 2000 FIFA Club World Championship, 7 ianuarie 2000

#### Altele
- Cel mai tânăr marcator: 17 ani, 114 zile –  Alberto Rivera v Celta de Vigo, La Liga 1994-1995, 10 iunie 1995
- Cel mai vârstnic marcator: – 38 ani, 233 zile  Ferenc Puskás v Sevilla FC, La Liga 1965-1966, 21 noiembrie 1965
- Cele mai multe goluri marcate în finalele UEFA Champions League: 7
  -  Ferenc Puskás, four in 1960 and three in 1962.
  -  Alfredo Di Stéfano, one in 1956, 1957, 1958, 1959 and three in 1960
- Cel mai rapid gol:
  - 12 seconde –  Iván Zamorano v Sevilla FC, La Liga 1994-1995, 3 septembrie 1994[8]
  - 14 seconde –  Ronaldo v Atlético Madrid, 2003–04 La Liga, 3 decembrie 2003[9]
- Cel mai rapid hat-trick: 8 minute –  Pepillo II v Real Sociedad, La Liga 1959-1960, 10 aprilie 1960.[10]
- Cel mai rapid poker (patru goluri): 25 de minute –  Ferenc Puskás v Eintracht Frankfurt, 1960–61 European Cup, 18 mai 1960[11]
- Cele mai rapide 5 goluri marcate:  39 de minute –  Pepillo II v Elche CF, La Liga 1959-1960, 7 februarie 1960.[10]
- Cele mai multe hat-trickuri în La Liga: 22 –  Alfredo Di Stéfano, 1953–1964
- Cele mai multe hat-trickuri într-un sezon: 7 –  Cristiano Ronaldo, 2010–11 (6 ori în campionat, din care 2 a câte patru goluri; și unul în cupă) și 2011–12 (7 ori în campionat).

#### Goluri istorice
| Gol                   | Nume            | Data               | Meci                         |
| --------------------- | --------------- | ------------------ | ---------------------------- |
| Primul gol            | Arthur Johnson  | 13 mai 1902        | Barcelona 3 – Real Madrid 1  |
| Primul gol în La Liga | Jaime Lazcano   | 10 februarie 1929  | Real Madrid 5 – Europa 0     |
| Golul 1000            | Pahiño          | 5 noiembrie 1950   | Athletic 2 – Real Madrid 5   |
| Golul 2000            | Francisco Gento | 9 noiembrie 1963   | Real Madrid 3 – Pontevedra 1 |
| Golul 3000            | Juanito         | 20 ianuarie 1982   | Salamanca 1 – Real Madrid 3  |
| Golul 4000            | Iván Zamorano   | 22 decembrie 1994  | Valladolid 0 – Real Madrid 5 |
| Golul 5000            | Guti            | 14 septembrie 2008 | Real Madrid 4 – Numancia 3   |

### Jucători internaționali
- Primul internațional pentru Spania: Juan Monjardín v Portugalia   (17 decembrie 1922)
- Cele mai multe selecții la națională (total): 150 – Iker Casillas, Spania
- Cele mai multe selecții la națională ca jucător al lui Real Madrid: 150 – Iker Casillas, Spania
- Cele mai multe goluri internaționale (total): 84 – Ferenc Puskás, Ungaria
- Cele mai multe goluri internaționale ca jucător al lui Real Madrid: 44 – Raúl González, Spania

### Premianți
Ballon d'Or
Următorii jucători au câștigat Ballon d'Or în timp ce evoluau la Real Madrid:
- Alfredo Di Stéfano – 1957, 1959
- Raymond Kopa – 1958
- Luís Figo – 2000
- Ronaldo – 2002
- Fabio Cannavaro – 2006

Gheata de Aur în Europa
Următorii jucători au câștigat Gheata de Aur jucând la Real Madrid:
- Hugo Sánchez (38 goals) – 1990
- Cristiano Ronaldo (40 goals) – 2011

Fotbalistul UEFA de club al anului
- Fernando Redondo – 2000
- Zinedine Zidane – 2002

Fotbalistul FIFA al anului
- Luís Figo – 2001
- Ronaldo – 2002
- Zinedine Zidane – 2003
- Fabio Cannavaro – 2006

### Cele mai scumpe transferuri

#### Achiziții

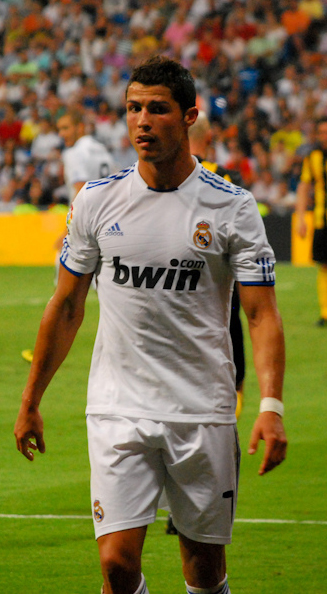
Cristiano Ronaldo, cumpărat în iunie 2009 de la Manchester United pentru 80 mln £

| #  | Jucător            | De la             | Suma transferului (milioane £) | Data            | Ref                  |
| -- | ------------------ | ----------------- | ------------------------------ | --------------- | -------------------- |
| 1  | Cristiano Ronaldo  | Manchester United | 80                             | iunie 2009      | [ 15 ]               |
| 2  | Gareth Bale        | Tottenham         | 78–85                          | septembrie 2013 | [ 16 ] [ 17 ] [ 18 ] |
| 3  | Kaká               | Milan             | 56                             | iulie 2009      | [ 19 ]               |
| 4  | Zinedine Zidane    | Juventus          | 45                             | iulie 2001      | [ 20 ]               |
| 5  | Luís Figo          | Barcelona         | 37                             | iulie 2000      | [ 21 ]               |
| 6  | Asier Illarramendi | Real Sociedad     | 34                             | iulie 2013      | [ 22 ]               |
| 7  | Karim Benzema      | Lyon              | 30                             | august 2009     | [ 23 ]               |
| 8  | Xabi Alonso        | Liverpool         | 30                             | august 2009     | [ 24 ]               |
| 9  | Luka Modrić        | Tottenham         | 30                             | septembrie 2012 | [ 25 ]               |
| 10 | Ronaldo            | Internazionale    | 28                             | iulie 2002      | [ 26 ]               |

#### Vânzări
Recordul de vânzare ii aparține lui cristiano Ronald Recordul din vânzări a avut loc pe 2 septembrie 2013, când clubul l-a vândut pe Mesut Özil la Arsenal F.C. pentru 42.4 mln £.
| #  | Jucător             | La                  | Suma transferului (milioane £) | Data            | Ref    |
| -- | ------------------- | ------------------- | ------------------------------ | --------------- | ------ |
| 1  | Mesut Özil          | Arsenal F.C.        | 42.4                           | septembrie 2013 | [ 27 ] |
| 2  | Gonzalo Higuaín     | Napoli              | 34.5                           | iulie 2013      | [ 28 ] |
| 3  | Robinho             | Manchester City     | 32.5                           | septembrie 2008 | [ 29 ] |
| 4  | Nicolas Anelka      | Paris Saint-Germain | 22                             | iulie 2000      | [ 30 ] |
| 5  | Arjen Robben        | Bayern München      | 22                             | august 2009     | [ 31 ] |
| 6  | Michael Owen        | Newcastle United    | 17                             | septembrie 2005 | [ 32 ] |
| 7  | Claude Makélélé     | Chelsea             | 16                             | septembrie 2003 | [ 33 ] |
| 8  | Wesley Sneijder     | Internazionale      | 14                             | august 2009     | [ 34 ] |
| 9  | Klaas-Jan Huntelaar | Milan               | 13                             | august 2009     | [ 35 ] |
| 10 | Wálter Samuel       | Internazionale      | 11                             | august 2005     | [ 36 ] |

## Recorduri antrenorat
- Primul antrenor:  Arthur Johnson.
- Cel mai longeviv antrenor:  Miguel Muñoz – 15 ani în două perioade, februarie 1959 – aprilie 1959 și aprilie 1960 – ianuarie 1974.
- Antrenorul cu cele mai multe meciuri:  Miguel Muñoz – 604 meciuri.

## Recordurile echipei

### Meciuri
- Primul meci competitiv: 1–3 v Barcelona, Copa de la Coronación 1902, (Semifinale), 13 mai 1902
- Primul meci în La Liga: 5–0 v CE Europa, La Liga 1929, 10 februarie 1929
- Primul meci pe Stadionul Santiago Bernabéu: 3–1 v Belenenses, 14 decembrie 1947

Primul meci competitiv pe Santiago Bernabéu: 3–1 v Español, La Liga 1947-1948, 18 decembrie 1947
- Primul meci în Cupa Campionilor Europeni: 2–0 v Servette, Cupa Campionilor Europeni 1955-1956, (Runda 1), 8 septembrie 1955
- Primul meci în Liga Campionilor: 0–1 v Ajax, Liga Campionilor 1995-1996, (Faza grupelor), 13 septembrie 1995
- Primul meci în Cupa UEFA: 2–1 v Basel, Cupa UEFA 1971-1972, (Runda 1), 15 septembrie 1971
- Primul meci în Cupa Cupelor UEFA: 0–0 v Hibernians F.C., Cupa Cupelor 1970-1971, (Runda 1), 17 septembrie 1970
- Primul meci în Supercupa Europei: 0–1 v Chelsea, Supercupa Europei 1998,  28 august 1998
- Primul meci în Cupa Intercontinentală: 0–0 v Peñarol, 3 July 1960
- Primul meci în Campionatul Mondial al Cluburilor FIFA: 3–1 v Al-Nassr, Campionatul Mondial al Cluburilor FIFA 2000, 5 ianuarie 2000
- Primul meci în Cupa Latină: 2–0 v Belenenses, 22 mai 1955
- Primul meci în Pequeña Copa del Mundo de Clubes: 3–2 v La Salle, 13 July 1952

#### Recorduri de victorii
- Cea mai mare victorie: 11–1 contra FC Barcelona (în 1942–43 Copa del Rey).
- Cea mai mare victorie în campionat: 11–2 contra  Elche CF (în La Liga 1959-1960).
- Cea mai mare victorie în Cupă: 11–1 contra FC Barcelona (în 1942–43).
- Cea mai mare victorie în Europa: 9–0 contra B 1909 (în Cupa Campionilor Europeni 1961-1962).
- Cea mai mare victorie acasă: 11–1 contra FC Barcelona (în 1942–43).
- Cea mai mare victorie în deplasare:

0–7 contra FC Progrès Niedercorn (în Cupa Campionilor Europeni 1978-1979).
1–7 contra Real Zaragoza (în La Liga 1987-1988).

#### Recorduri de înfrângeri
- Cea mai mare înfrângere: 8–1 contra Espanyol în La Liga 1929-1930.
- Cea mai mare înfrângere în campionat: 8–1 contra Espanyol în sezonul 1929–30.
- Cea mai mare înfrângere în Cupă: 6–0 contra Valencia CF în sezonul 1998–99.
- Cea mai mare înfrângere în Europa:

5–0 contra 1. FC Kaiserslautern în Cupa UEFA 1981-1982.
5–0 contra Milan în Cupa Campionilor Europeni 1988-1989.
- Cea mai mare înfrângere acasă: 0–6 contra Athletic Bilbao în La Liga 1930-1931.
- Cea mai mare înfrângere în deplasare: 8–1 contra Espanyol în La Liga 1929-1930.

#### Serii
- Serie invincibilă (toate competițiile majore): 28 de meciuri (din sezonul 2009–10 până în sezonul 2010–11).
- Serie invincibilă (campionat): 31 de meciuri (din etapa 36 a sezonului 1987–88, până în etapa 28 a sezonului 1988–89).
- Serie invincibilă, acasă (campionat): 121 de meciuri (din sezonul 1956–57, până în sezonul 1964–65).[38]
- Serie victorioasă (campionat): 15 meciuri (sezonul 1960–61).
- Serie victorioasă (campionat și Liga Campionilor): 15 meciuri (sezonul 2011–12).
- Serie victorioasă, începând din primul meci al sezonului (campionat): 9 meciuri (sezonul 1968–69).
- Serie de înfrângeri (campionat): 5 meciuri (din etapa 34 a sezonului 2008–09, până în etapa 38 din seoznul 2008–09).
- Serie de remize (campionat): 4 meciuri (sezonul 2006–07).
- Serie de meciuri fără victorie (campionat): 9 meciuri (sezonul 1984–85).
- Serie de meciuri marcând goluri (campionat): 35 meciuri (din sezonul 1951–52 până în sezonul 1952–53).
- Serie de meciuri fără a marca goluri (campionat): 3 meciuri (sezonul 2001–02).
- Serie de meciuri fără a încasa goluri (campionat): 7 meciuri (sezonul 1997–98).

### Victorii/remize/înfrângeri în sezon
- Cele mai multe victorii în campionat într-un sezon: 32 din 38 de meciuri (în sezonul 2011–12).
- Cele mai multe victorii acasă în campionat într-un sezon: 18 din 19 meciuri (în sezoanele 1987–88 și 2009–10).
- Cele mai multe victorii în deplasare în campionat într-un sezon: 16 din 19 meciuri (în sezonul 2011–12).
- Cele mai multe remize în campionat într-un sezon: 15 din 34 de meciuri (în sezonul 1978–79 season).
- Cele mai multe înfrândgeri în campionat într-un sezon: 13 din 34 de meciuri (în sezonul 1973–74 season).
- Cele mai puține victorii în campionat într-un sezon: 7 din 18 meciuri (în sezonul 1929–30 season).
- Cele mai puține remize în campionat într-un sezon:

1 din 18 meciuri (în sezonul 1929 season).
1 din 22 meciuri (în sezoanele 1934–35 și 1939–40 seasons).
- Cele mai puține înfrângeri în campionat într-un sezon: 0 din 18 meciuri (în sezonul 1931–32 season).

### Goluri
- Cele mai multe goluri marcate în campionat într-un sezon: 121 (în sezonul 2011–12 season).
- Cele mai multe goluri marcate într-un sezon în toate competițiile: 174 (în sezonul 2011–12 season).
- Cele mai puține goluri marcate în campionat într-un sezon: 24 (în sezonul 1930–31 season).
- Cele mai multe goluri primite în campionat într-un sezon: 71 (în sezonul 1950–51 season).
- Cele mai puține goluri primite în campionat într-un sezon: 15 (în sezonul 1931–32 season).

### Puncte
- Cele mai multe puncte într-un sezon:

Sistem de 2 puncte per victorie: 66 în 44 de meciuri (în sezonul 1986–87 season).
Sistem de 3 puncte per victorie: 100 în 38 de meciuri (în sezonul 2011–12 season).
- Cele mai puține puncte într-un sezon:

Sistem de 2 puncte per victorie: 17 în 18 meciuri (în sezonul 1929–30 season).
Sistem de 3 puncte per victorie: 70 în 42 de meciuri (în sezonul 1995–96 season).